# Ізвицька Ізольда Василівна
Ізвицька Ізольда Василівна (21 червня 1932, Дзержинськ, Нижньогородська область, РРФСР — 1 березня 1971, Москва, РРФСР) — радянська кіноактриса.

## Біографія
Закінчила Всесоюзний державний інститут кінематографії (1955). Актриса Театру-студії кіноактора.
Була у шлюбі з Раднером Муратовим (неофіційно), пізніше з українським кіноактором Едуардом Бредуном.
Кинута чоловіком, після негараздів померла від тривалого голодування, супроводжуваного багаторічним хронічним алкоголізмом, в своїй квартирі. Тіло виявили більш ніж через тиждень.
Похована на Востряковському кладовищі.

## Фільмографія
Знялася більш ніж у 20 картинах, в тому числі: Маша Комарова в «Доброго ранку», Анна Залогина в «Перший ешелон», Марютка в «Сорок перший» (1956), Ольга в «Поет» (1957), Надя в «Ланцюгова реакція» (1963) та ін.
Брала участь у фільмах, знятих на кіностудіях УРСР:
- «Богатир» йде в Марто (1954, Настуся),
- «Тривожна молодість» (1954, Кетрін),
- «Явдоха Павлівна» (1967).